# Szulovszky István
Szulovszky Joni István (1951. június 6. – Szentendre, 2006. június 18.) magyar gitáros, a Dunakanyar emblematikus figurája volt ("Dzsoni, a Dunakanyar legjobb gitárosa"). Underground zenekarokban (Dördülő cövek) játszott már az 1960-as évektől, majd tagja lett az 1979-ben alakuló A. E. Bizottság együttesnek, amellyel az első szélesebb körben ismert alternatív zenei anyagokat rögzítették. A Bizottság után fontosabb zenei állomása az ef Zámbó Happy Dead Band lett.

## Diszkográfia
- Kalandra fel! (Bizottság, 1983)
- Jégkrémbalett (Bizottság, 1984)
- Szerelem, élet, halál (Happy Dead Band, 1989)
- Szamárhegyi hangleletek (Vajda Lajos Stúdió, 1991)

## Filmjei
- A kutya éji dala
- Jégkrémbalett
- Rend a lelke mindennek
- A tisztaság fél egészség